# 타우수그족
타우수그족(Tausūg) 또는 술루크족(Suluk)은 필리핀, 말레이시아, 인도네시아의 민족 집단이다. 타우수그족은 민다나오, 술루, 그리고 팔라완의 모로족이라고 알려진 무슬림을 신봉하는 민족 집단의 정치적 정체성을 가진 집단의 일부이다. 모로는 민다니오, 술루, 팔라완에서 세번 째로 큰 민족 집단을 구성하고 있다. 그들은 원래 술루 술탄국이라는 독립 국가를 가지고 있었다. 그 나라는 오늘 날의 바실란주, 팔라완주, 술루주, 타위타위주, 말레이시아의 사바주(예전에는 북보르네오), 그리고 인도네시아의 북칼리만탄주에 이르기까지 주권을 행사하고 있었다.

## 어원
"타우수그"라는 말은 그들의 고향인 술루 제도에서는 "물결의 사람들"을 뜻하는 말로 사람을 의미하는 tau 와 흐름을 의미하는 sūg (sulug 또는 suluk라고 표기하기도 함)가 합쳐진 말이다. 수그(Sūg)와 술루크(suluk) 모두 같은 것을 의미하는 것으로 후자가 술루어의 음성학적인 진화로 인해 L이 빠지고, 2개의 U가 합쳐져서 하나의 U로 된 것이다. 사바주에서 타우수그는 말레이어로 쓰여진 출생증명서 같은 공식 문서에 Suluk로 표기되는 그들의 자신의 민족 집단을 나타내는 말이다.

## 역사

### 술탄의 시대
술루의 역사는 1380년에 술루에 도착한 무슬림 전도사 카림울 마카흐둠과 함께 시작한다. 그는 이슬람을 소개했고, 죽을 때까지 시무눌의 투비그 인단간에 정착했다. 그가 세운 투비그-인단간의 모스크 기둥은 오늘날에도 세워져 있다.
1390년, 바긴다 알라 왕이 부안사에 상륙해서, 무크흐둠의 전도를 확대했다. 1450년 조호르 태생의 아랍 모험가 사이이드 아부바카르 아비린이 도착하여 바긴다의 딸 다양다양 파라미술리와 결혼을 했다. 바긴다 왕이 죽은 후에, 사아이드 아부바카르는 술탄이 되었고, 정치 제도로서 술탄을 도입하여 술루 술탄국이 되었다. 각 지역 지도자나 팡리마가 주도하여 파랑, 판술, 라티, 기퉁, 그리고 루욱에 정치적 행정 구역이 만들어졌다.
사이이드 아부바카르의 사후, 술루에서 술탄령 제도는 잘 자리를 잡아갔다. 스페인 제국군이 도래하기 전, 술루에 있었던 민족 집단, 타우수그, 사말, 야칸, 그리고 바하우는 술루술탄국 하에 잘 통합되어 있어서, 필리핀에서 가장 중앙집권화가 잘 되어 있다고 여겨졌다. “스페인-모로 충돌”이라고 불리는 이러한 전투는 간헐적으로 1578년부터 1898년까지 간헐적으로 스페인 식민지 정부와 민다나오와 술루주에 있는 모로족 사이에 이어졌다.

## 같이 보기
- 술루그섬
- 바자우족
- 마라나오족